# Megachile esakii
Megachile esakii là một loài Hymenoptera trong họ Megachilidae. Loài này được Yasumatsu mô tả khoa học năm 1935.